# Fwâi
Le fwâi est une langue kanak, parlée par un millier de locuteurs (1996) au nord de la Nouvelle-Calédonie. Comme toutes les langues vernaculaires de ce territoire, le fwâi est classé dans la branche océanienne des langues austronésiennes.
À l'instar du pije, du nemi et du jawe, il est parlé sur la commune de Hienghène (2600 habitants pour 1068 km²). 

## Recherches
Le fwâi figure dans le dictionnaire comparatif des langues de Hienghène, écrit par André-Georges Haudricourt et Françoise Ozanne-Rivierre en 1982.

## Registres
Il existe deux registres stylistiques distincts en fwâi: d'une part le langage courant, d'autre part le fwâi honorifique. Ce dernier, similaire au qene miny du drehu, est un langage cérémoniel parlé dans les cours des grandes chefferies, lorsque des sujets s'adressent à des personnages de hauts rangs ou à des personnes âgées. 
Ce langage honorifique est toujours pratiqué, et peut s'entendre notamment dans les albums du groupe Huréré – en particulier l'album « Took kohya » avec Hypolite Bouarat.